# يوسف المستنصر
أبو يعقوب يوسف المستنصر بن الخليفة محمد الناصر، ويعرف أيضًا بيوسف الثاني هو خامس خلفاء الموحدين. تولى الخلافة بعد أبيه الناصر من سنة 1213 م إلى وفاته سنة 1224 م. وقد توفي المستنصر دون عقب، فأقام الموحدون مكانه أبا محمد عبد الواحد بن يوسف بن عبد المؤمن، وشهدت دولة الموحدين بعده زمنًا من الفتن والصراع على السلطة.